# Fontana di Antescolis
La fontana di Antescolis si trova vicino alla porta posteriore della basilica di santa Maria Maggiore di Bergamo detta della Fontana in via Arena.

## Storia
La fontana era uno degli antichi lavatoi risalente probabilmente al XII secolo, dava il nome alla vicinia cittadina. La fontana e la vicinia erano citate dai notai come luoghi per la rogazione di molti atti notarili trovandosi in prossimità del tribunale.
Le vicinie nacquero per motivi prettamente religiosi diventando con il tempo, la divisione in quartieri della città agevolandone l'amministrazione dovendo i vicini sottostare ai regolamenti del comune. Prendevano nome dalle diverse chiese che erano anche il luogo in cui si riunivano i vicini per eleggere i propri amministratori. La sola che non abbia questa caratteristica in Bergamo, è quella di Antescolis, anche se tra le più importanti grazie alla sua posizione d'incrocio tra le diverse vie che collegano la parte alta di Bergamo con quella inferiore. Probabilmente prese il nome da una scuola forse quella vescovile trovandosi il palazzo della curia sul retro della struttura.

Le fontane cittadine erano chiuse da una cancellata e avevano nei primi anni del '300 regolamenti precisi. Era vietato l'uso di secchi che non fossero di rame, dovevano restare chiuse negli orari notturni, ed era vietato svolgere attività nelle vicinanze che potessero inquinarne l'acqua. Si consideri che le città erano sovente infettate dalla peste e da altre forme virali mortali, le sorgenti e le fonti andavano protette per limitare i contagi. Anche i vicini della fontana di Antescolis dovevano sottostare a questi regolamenti.

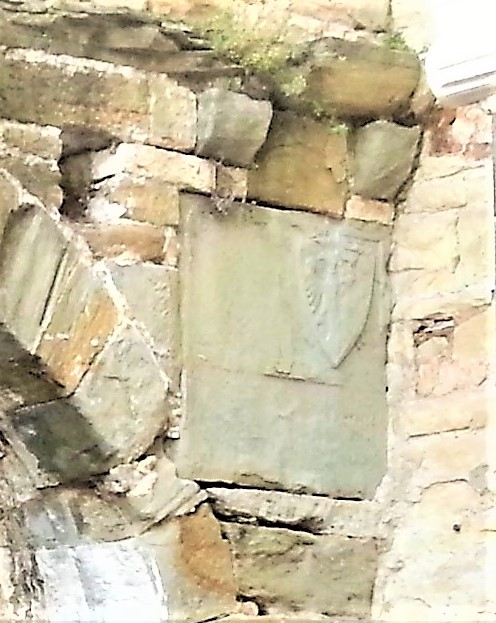
Fontana di Antescolis-Stemma

Nel 1331 le fontane furono munite di verricelli e secchi in rame a spesa del comune bochetae cum cathenacium seu cartaria.
La fontana di Antescolis riceveva acqua dal complesso dell'Acquedotto Magistrale che tramite partitori delle acque riforniva tutte le vicinie, in particolare il Partitore del Vescovado era quello che riforniva tutti i palazzi della curia, via Arena, il Fontanone visconteo e questa fontana passando sotto la basilica mariana e raggiungendo poi la fontana di san Giacomo.

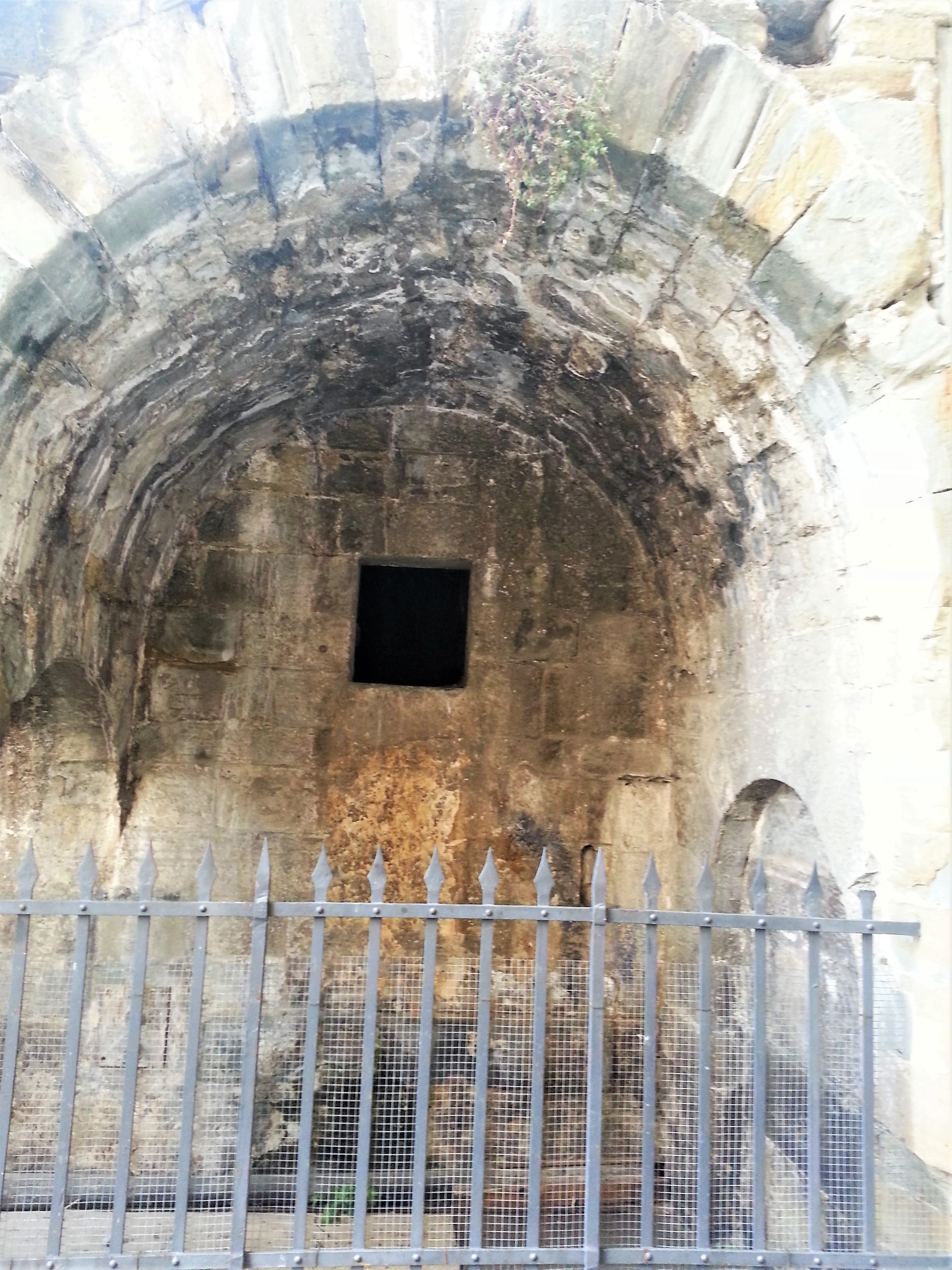
Fontana di Antescoli

La vicinanza della fontana alla basilica nella sua parte più a est dove nel 1340 fu posto il battistero lavoro di Giovanni da Campione, farebbe pensare che questa fu la prima fonte battesimale cittadina.

## Descrizione
La fontana di Antescolis è la sola a doppia fornice, compare quasi improvvisa uscendo dalla porta detta della Fontana realizzata da Pietro Isabello verso il Tempietto di Santa Croce.
La fontana era inserita fino al 1938 in un fabbricato decadente abitato dal sagrista. La zona fu soggetta al risanamento a opera dal vescovo Adriano Bernareggi su progetto di Luigi Angelini che ha ridato al luogo l'originale aspetto medioevale.  La forma a due fornaci unite da un arco trasversale la rende architettonicamente unica per la città orobica e vicina alle fonti toscane e umbre. In alto verso la basilica, è ancora visibile la lapide in pietra arenaria con la raffigurazione dell'aquila imperiale. L'epigrafe riportava anche il nome dell'autorità che avevo realizzato l'opera ma non più leggibile. La parte superiore ha una grossa fascia con mensole anche queste consumate dal tempo.
In prossimità c'è la casa del Forno, perché era il luogo dedicato alla congregazione della Misericordia Maggiore per la distribuzione del pane ai bisognosi, è presente il sarcofago di cui non vi sono notizie circa la sepoltura a cui era dedicato.